# Білобородько
Білобородько — українське козацьке прізвище.

## Відомі носії
- Білобородько Іван Іванович — поручник Армії УНР, гідротехнік[1].
- Білобородько Олександр Вікторович — майор Збройних сил України.
- Білобородько Федір — козацький полковник часів Хотинської війни.